# Kluchorský průsmyk
Kluchorský průsmyk (rusky Клухорский перевал, Kluchorski perewal, gruzínsky კლუხორის უღელტეხილი, Kluchoris ugheltechili, německy Kluchorpass) je kavkazský průsmyk mezi Gruzií a Ruskem v nadmořské výšce 2 781 m, nejvyšší bod Sukhumské vojenské silnice.
Během druhé světové války v srpnu 1942 průsmyk dobyla Německá armáda při plánovném postupu k ropným polím. Němci zaútočili i na vesnice na jižní straně sedla, ale počátkem září byli zatlačeni zpět do sedla. Sedlo drželi až do ledna 1943, než byli nuceni ustoupit v souvislosti s obklíčením Stalingradu Rudou armádou.